# École nationale supérieure d’architecture de Strasbourg

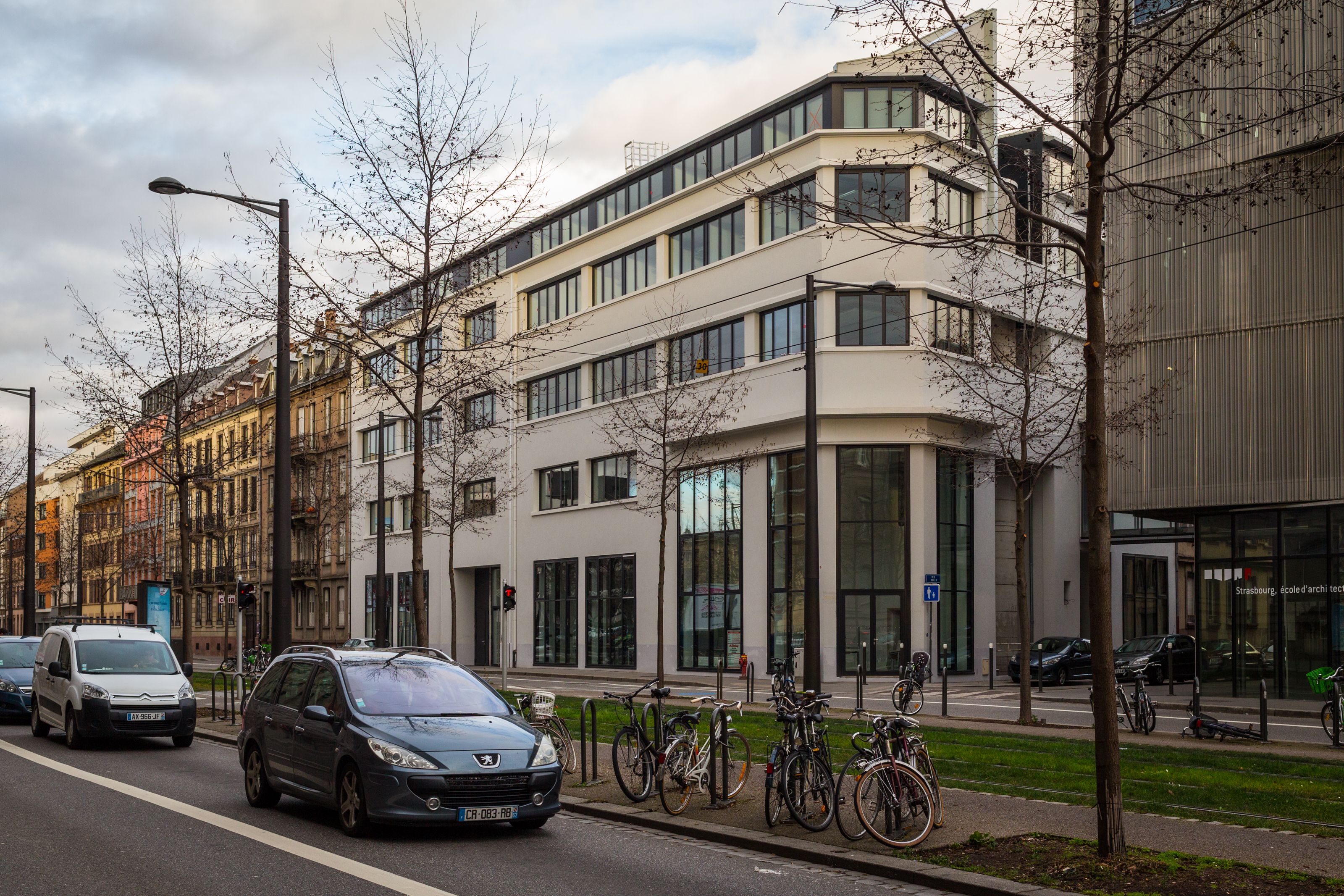
École nationale supérieure d’architecture de Strasbourg, "Le Garage"

Die École nationale supérieure d’architecture de Strasbourg (ENSAS) ist eine französische Architekturschule.

## Geschichte
Vorläufer der ENSAS war die Idee einer École Supérieure pour l’architecture et ses domaines voisins (Höhere Schule für Architektur und ihre angrenzenden Gebiete) in Straßburg, 1921 wurde die Architekturschule im Palais du Rhin gegründet und 1922 der Betrieb aufgenommen. 1968 erfolgte die Umfirmierung zum Institut d’architecture et d’urbanisme de Strasbourg. 2012 wurde die École nationale supérieure d’architecture de Strasbourg in die Université de Strasbourg integriert. Seit 1995 untersteht sie dem Kultusministerium und wurde in den Verbund der Études d’architecture en France (ENSA) integriert. Mit der Einführung des Studienzyklus Bachelor-Master-Doktorstudiengang erfolgte 2005 die Umfirmierung zu École d’architecture de Strasbourg (EAS) (Nationale Architekturschule Straßburg). 2013 erfolgte eine Verbindung der Schule mit der Universität Straßburg.
Sitz der Hochschule befindet sich in Straßburg auf dem Boulevard Wilson, in der Nähe des Bahnhofs, mitten im Stadtzentrum und wird betitelt als „Le Garage“.

## Hochschule
Die École nationale supérieure d’architecture de Strasbourg (ENSAS) ist eine der 20 Architektur-Hochschulen, die dem Kultus- und Kommunikationsministerium unterstehen und Abschlüsse Bachelor/ Master / Doktorat anbieten. In Kooperationen mit Straßburger Hochschulen wie der INSA, der UDS (Université de Strasbourg) sowie die École Nationale Supérieure d’Architecture de Nancy werden verschiedene weitere Masterabschlüsse angeboten, darüber hinaus Programme in der beruflichen Weiterbildung. Zwei deutsch-französische Masterprogramme gibt es zusammen mit der TU Dresden und KIT Karlsruhe sowie auch mit der Universität Tongji in Shanghai.